# Lucie Tumoine
Lucie Tumoine, née le 29 janvier 2003 à Athis-Mons, est une tumbleuse française.

## Biographie
Aux Championnats d'Europe 2021 à Sotchi, elle remporte la médaille d'or en tumbling par équipes avec Candy Brière-Vetillard, Manon Morançais et Maëlle Dumitru-Marin ; il s'agit du premier titre de la France dans cette discipline depuis les Championnats d'Europe 2000 à Eindhoven.
Elle est sacrée championne du monde de tumbling par équipes aux Championnats du monde de trampoline 2021 à Bakou avec Émilie Wambote, Candy Brière-Vetillard et Maëlle Dumitru-Marin ; il s'agit d'une première pour le tumbling français depuis 1996. Lors de ces Mondiaux, elle obtient ensuite une médaille d'argent en tumbling individuel.